# Ę́
Ę́ (minuscule : ę́), appelé E accent aigu ogonek, est une lettre latine utilisée dans l’écriture du chipewyan, du danezaa, de l’inapari, du lituanien, du navajo, de l’omaha-ponca, et du tuscarora.
Il s’agit de la lettre E diacritée d’un accent aigu et d’un ogonek.

## Utilisation
En lituanien, le E ogonek ‹ Ę, ę › peut être combiné avec un accent aigu indiquant une syllabe tonique longue.

## Représentations informatiques
Le E accent aigu ogonek peut être représenté avec les caractères Unicode suivants : 
- composé et normalisé NFC (latin étendu A, diacritiques) :

| formes    | représentations | chaînes de caractères | points de code | descriptions                                             |
| --------- | --------------- | --------------------- | -------------- | -------------------------------------------------------- |
| capitale  | Ę́               | Ę◌́                    | U+0118 U+0301  | lettre majuscule latine e ogonek diacritique accent aigu |
| minuscule | ę́               | ę◌́                    | U+0119 U+0301  | lettre minuscule latine e ogonek diacritique accent aigu |

- décomposé et normalisé NFD (latin de base, diacritiques) :

| formes    | représentations | chaînes de caractères | points de code       | descriptions                                                         |
| --------- | --------------- | --------------------- | -------------------- | -------------------------------------------------------------------- |
| capitale  | Ę́               | E◌̨◌́                   | U+0045 U+0328 U+0301 | lettre majuscule latine e diacritique ogonek diacritique accent aigu |
| minuscule | ę́               | e◌̨◌́                   | U+0065 U+0328 U+0301 | lettre minuscule latine e diacritique ogonek diacritique accent aigu |